# Singha
Singha, (thai: สิงห์), est une bière thaïlandaise  blonde. Sing-to  signifie «lion» en thaï. C'est la bière la plus ancienne (créée en 1933) et la plus populaire du pays. Depuis quelques années sa position de leader du marché est attaquée par de nombreux concurrents comme la bière Chang, produite par une coentreprise avec Carlsberg, ainsi que par des bières étrangères brassées en Thaïlande.
La Singha est une lager à 6° d'alcool. Une version plus douce à 5°, la Singha Gold, n'a pas eu beaucoup de succès et est aujourd'hui abandonnée. La Singha est maintenant disponible à la pression.
La société Boon Rawd qui produit la Singha a acheté en 1994 deux brasseries en Saxe (Allemagne) pour produire cette bière à destination du marché européen.
La bière Singha classique est disponible en France, notamment dans les magasins Tang Frères ou par la société International Beers & Beverages, importateurs officiels.
On la trouve dans toute la Suisse dans des supermarchés Coop ainsi que chez de très nombreux autres distributeurs.
Singha est partenaire officiel du Manchester City Football Club depuis 2007. La marque est également partenaire d'autres clubs de Premier League comme le Leicester City Football Club et le Chelsea Football Club. 
Le Singha, emblème de la bière, est un des lions légendaires habitant la forêt d'Himanapant. Il est représenté sur la plupart des fresques décrivant les Jataka ou le Ramakian (adaptation thaïlandaise du voyage de Rāma, le Ramayana) dans les temples bouddhistes de Thaïlande. On trouve ce lion dans toutes les cultures asiatiques, en Birmanie, il est appelé Chinthe.
La brasserie Singha brasse également la marque thaïlandaise Leo.
En 2012, Singha Corporation et Carlsberg signent un accord de coentreprise,

## Prononciation
La romanisation proposée par la marque est trompeuse, car สิงห์ se prononce « sing » et non « singha »
En effet, le marqueur «  ์ » (appelé ทัณฑฆาต, mai than tha khaat) rend la syllabe « ห » silencieuse.